# Korkut Yaltkaya
Korkut Yaltkaya (Estambul, 27 de mayo de 1938 - 23 de diciembre de 2001); médico turco, especialista en enfermedades mentales y neurológicas, electrofisiólogo y académico.
Nació el 27 de mayo de 1938 en Estambul. Tras graduarse del Liceo Atatürk de Ankara en 1955, se licenció en la Facultad de Medicina de la Universidad de Ankara en 1962. En 1966, se especializó en enfermedades mentales y neurológicas en la Facultad de Medicina de la Universidad de Ankara. 
En 1967, gracias a una beca del gobierno danés, trabajó en el Laboratorio de Neurofisiología Clínica de la Universidad de Copenhague, centrándose en electromiografía. En 1971, obtuvo el título de docente en la Facultad de Medicina de la Universidad de Ankara con su tesis titulada "Parámetros Mecánicos y Electrofisiológicos del Reflejo Rotuliano en Normalidad, Espasticidad y Rigidez". 
El 28 de septiembre de 1979, fue ascendido a profesor y fue asignado a Antalya para fundar el Departamento de Neurología de la Facultad de Medicina de la Universidad del Mediterráneo, donde ejerció como jefe del departamento durante 22 años, hasta su fallecimiento. Yaltkaya escribió alrededor de 300 artículos en revistas nacionales e internacionales y organizó dos congresos nacionales de neurofisiología clínica.
Korkut Yaltkaya era hijo de Mehmed Şerafeddin Yaltkaya, el segundo Presidente de Asuntos Religiosos de Turquía.

### Tras su fallecimiento
Cuando Korkut Yaltkaya falleció el 23 de diciembre de 2001, era reconocido como uno de los dos principales expertos en neurofisiología de Turquía. Dos días después de su muerte, se realizó una ceremonia en la Universidad del Mediterráneo. Desde el 23 de diciembre de 2006, la Universidad del Mediterráneo organiza cada año en diciembre un simposio de neurofisiología clínica en su honor.

## Libros
- Sinir Hastalıkları Semiyolojisi (con Sami Gürün, Vefik Kırçak, Adnan Güvener, İsmet Çağlar, Doğan Öge y Kemal Bilgin), Publicaciones de la Facultad de Medicina de la Universidad de Ankara, 1977
- Nöroloji Ders Kitabı (con Sevin Balkan y Yurttaş Oğuz), Palme Yayıncılık, 1994
- Beynin ve Yaşamın Gizemleri, Altın Kitaplar, 1995
- Beyin ve Zaman, Palme Yayıncılık, 1997
- Nörolojik Muayene, Palme Yayıncılık, 1998
- Bellek ve Elektrofizyolojisi, Klinik Nörofizyoloji, EEG-EMG Derneği Yayınları, 1998